# 俄耳甫斯教

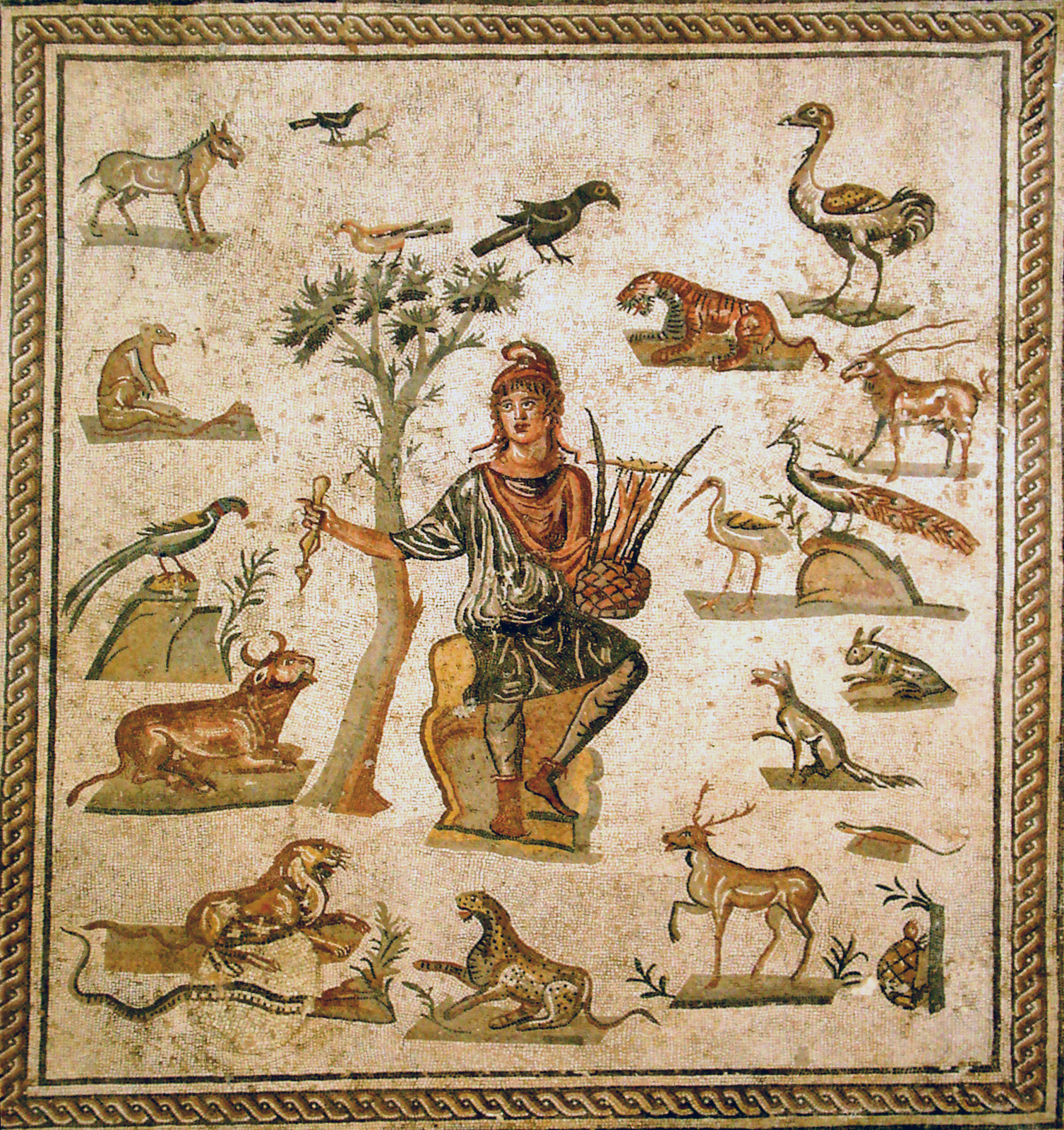
許多晚期羅馬别墅可以發現到俄耳甫斯的鑲嵌聖畫。

俄耳甫斯教（希臘語：Ὀρφικά，或Orphicism），發源於古希臘與希臘化時代、色雷斯人的信仰與習俗，相關神話是到冥府接回歐律狄刻的詩人俄耳甫斯的傳說，因為奧菲斯的妻子在婚禮中不幸被毒蛇咬死，悲慟至極的奧菲斯冒險深入冥府向黑帝斯懇求帶回亡妻，然而因奧菲斯在抵達人間前一刻興奮非常而回頭瞧歐律狄刻，令其妻再度被抓回冥府而奧菲斯亦不得再獲冥王恩准，遂而奧菲斯返回人間以詩歌來抒發情感。雖然俄耳甫斯教徒同時尊奉冥后珀耳塞福涅（祂每一年會回到冥府三個月，而且這三個月人間成為冬季，當冥后再返回人間時則是春天的季節來臨）與狄俄倪索斯（在神話故事中，祂也同樣是降臨冥府又回到人間）為主神，不過在奧菲斯教中還有一尊神祇法涅斯，該教教義認為法涅斯是宇宙創造者，並且帶來光明。
奧菲斯教在西方文獻的描述中他們是屬於古希臘時代的秘密宗教狄俄倪索斯秘儀的改革教派，宗教革新包括將狄俄倪索斯神話重新的釋義或解讀並且對赫西俄德的作品《神譜》做了重新編排，換句話而言奧菲斯教的神之譜系與傳統希臘多神信仰神之譜系是兩回事，還有他們奧菲斯教的教義有一部份是建立在蘇格拉底時代以前的哲學基礎上。他們最獨特的一點是擁有輪迴轉世的宗教觀，緣此特點一直被西方學界認為這個教派不是誕生自希臘本土。
奧菲斯教神話聚焦點是酒神狄俄倪索斯在提坦手中所遭受到的磨難與死亡，這是構成奧菲斯教核心教義基礎。據神話所載，年幼的狄俄倪索斯是被提坦族所弑殺、撕裂，最終還把祂給吞噬掉。天帝得知此事欲懲罰之，以雷電擲向提坦令其成為灰燼做為必然果報。然而由此發生匪夷所思之事，人類從這灰燼中誕生出來。奧菲斯教信仰中，這則神話是要諭示人類天生具有雙重性：
1. 身體（sōma），這部分是繼承於提坦；
2. 神聖的火光或靈魂（psychē），則是繼承自狄俄倪索斯。[5]

人們為了要從提坦所繼承的物質性的存在──肉體之中獲得救贖，必須要先進入狄俄倪索斯秘儀啟蒙儀式，然後還要經歷一段領悟（teletē）過程，這是對於主神狄俄倪索斯的磨難和死亡的一種淨化還有解脫的儀式。因此，奧斯斯教徒相信他們死後會與奧菲斯和其他英雄一起永恆長存。他們相信那些沒有加入狄俄倪索斯秘儀的教外人士（amyetri，門外漢），他們必須要遭受生命上無限期輪迴轉世之苦。
他們為了在入教啟蒙和儀式之後保持身心純潔，奧菲斯教徒嘗試過著一種沒有精神染污的禁慾生活，最顯著的一點是採取嚴格的素食制度，這素食制度還排除某些品種的豆類。
柏拉圖曾提到俄耳甫斯教以及相關儀式，提及的俄耳甫斯信仰的詩歌可追溯到西元前六世紀或至少在西元前五世紀，還有西元前五世紀的繪畫很顯然的與之有關。
同於厄琉息斯秘儀，狄俄尼索斯秘儀給予信徒來世能夠往生至福樂土的承諾。
因為該教的秘密性之故，從當前史料考證中尚無法拼湊出這個宗教內容的完整結構。

## 起源
俄耳甫斯教是以傳說的詩人兼英雄人物俄耳甫斯命名而來，據說這教派是起源自狄俄倪索斯秘儀。然而，從最早期的資料來源和圖像描繪中得知，俄耳甫斯與阿波羅的關係比狄俄倪索斯的關係更密切。根據某些版本的俄耳甫斯神話傳說，他是阿波羅與史詩謬思女神卡利歐碧（Calliope）之子，並且在其人生的最後幾天，迴避掉其他神靈的崇拜而獨身奉獻於阿波羅神。
帶有明顯奧菲斯信仰詩歌的文獻其年代可追溯到西元前六世紀或者年代也至少在是西元前五世紀，因為西元前五世紀出土相關的字跡、素描或繪畫顯然是指“俄耳甫斯教的相關事物（Orphics）”。德爾維尼莎草紙上的紀錄則是接受奧菲斯神話歷史可追溯到西元前五世紀末的說法，並且其年代還有可能更古老。希羅多德、歐里庇得斯和柏拉圖都印證了奧菲斯教的觀點與作法。柏拉圖有談到“奧菲斯教入教者（古希臘文：Ὀρφεοτελεσταί；英文：Orpheus-initiators）”與相關儀式，然而一般來說提到“奧菲斯教相關事物”的文獻與這些儀式之間是沒有多大的關係。

## 教義
基本教是靈魂與肉體的二元論、轉生、最終從輪迴獲得解脫。

### 闡述
俄耳甫斯教最初講的是“偶發、無原因的原因或起因（Causeless Cause）”，在該因素下所有的推測都是不可能的；從原子到宇宙萬物周期性的出現和消失；靈魂回到肉體（reimbodiment）；循環法則；所有眾生和事物的神性本質（the essential divinity）；以及宇宙表現出的二重性，這都是奧菲斯教要談論的宗教觀。它假定了无边无界的七種散發：以太（aether，精神）和混沌（chaos，物質），從這兩者中化現出世界蛋（或宇宙蛋），其中便誕生了太初神祇法涅斯，是為第一因（the First Logos）；然後烏拉諾斯（還有蓋亞）是為第二因（the Second Logos），而克洛諾斯（Kronos，還有瑞亞〔Rhea〕──奧林匹斯眾神之母）是為第二因的後面階段；再來就是宙斯，是為第三因（the Third Logos）或造物主（Demiurge）──透過札格柔斯-狄俄倪索斯成為神人，也就是聖子，開始了所謂次要七倍等級的散發。
奧菲斯教宇宙起源論的特徵是賦予數字“七”重要的地位。F. S. 達羅（F. S. Darrow）指出：
“譯文：奧菲斯教對狄俄倪索斯崇拜之興起是希臘宗教史上最重要的事實，標誌著一種偉大的精神覺醒。祂的三大思想是：⑴相信人類本質的神性以及靈魂的永遠不滅或永恆，祂是先存與後生；⑵個人責任與公義的必要性；⑶人的高等自我對低等天性的再生或救贖。
原文：The rise of the Orphic worship of Dionysos is the most important fact in the history of Greek religion, and marks a great spiritual awakening. Its three great ideas are (1) a belief in the essential Divinity of humanity and the complete immortality or eternity of the soul, its pre-existence and its post-existence; (2) the necessity for individual responsibility and righteousness; and (3) the regeneration or redemption of man's lower nature by his own higher Self.” 

## 宗教特色

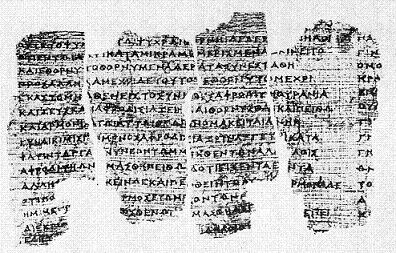
德爾維尼莎草紙之文獻

俄耳甫斯教的主要基本教義有別於由公眾信奉的古希臘宗教。俄耳甫斯教的宗教特色在以下幾個方面：
- 雖然透過賦予人類靈魂做為神聖和不朽的特性，但是經由輪迴轉世（metempsychosis）或是靈魂投生（transmigration of souls），依然注定要經歷（一段時期）著肉體壽命結束的連續“痛苦循環”。
- 透過生活上苦行或禁慾主義（ascetic）方式的規定，再配合秘密入會仪式，將會保證不僅最終能夠由“痛苦循環”中獲得釋放，而且可以與神（眾神）同在。
- 宗教觀是透過創立的聖典對關於眾神與人類的起源做出闡述。

### 與奧林匹斯多神信仰的差異
奧菲斯教的起源時間晚於奧林匹斯多神信仰，兩者在來世觀的說法上大異其趣。首先奧林匹斯多神信仰是認為人死後靈魂會先由赫耳墨斯引渡亡者到達冥界的冥河河畔，爾後等待冥河擺渡人卡戎帶到冥府接受審判，道德高尚者到至福樂土享福、罪孽深重者到塔耳塔羅斯受罰、非善非惡者到水仙平原遊蕩。但是奧菲斯教所主張人死後靈魂脫離肉體而進入輪迴轉生觀念則告訴人們靈魂還是會轉變成各種不同的生命型態。

## 史料佐證
在希臘世界各地所發現到的其他碑銘證明了早期確實有該宗教的相關活動，其核心的信仰與後來人們所正式稱呼的奧菲斯教息息相關。

## 神話學

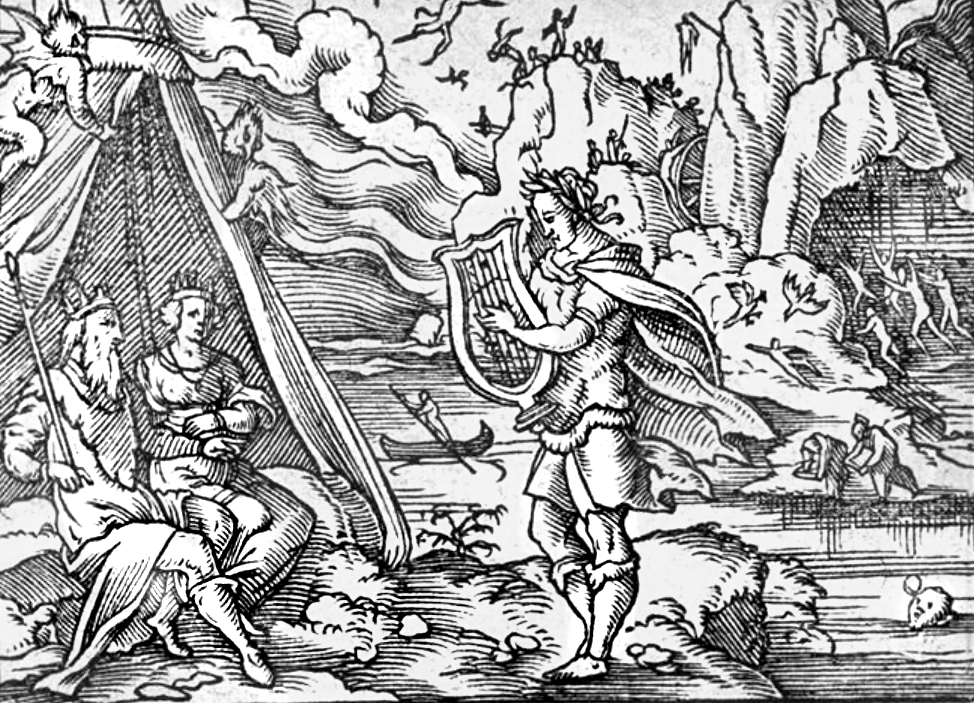
俄耳甫斯在冥界為冥王哈得斯與冥后珀耳塞福涅唱誦詩歌，由维吉尔·索利斯（Virgil Solis or Virgilius Solis）所繪。

奧菲斯教在记述神统的史诗是和赫西俄德《神譜》相近似的系譜學作品，但是兩大系譜是完全不同的編排結構。他們可能受到近東宗教觀念模式的影響。主要的神話故事情節是這樣描述的：狄俄倪索斯祂的化身是扎格柔斯（Zagreus），祂是宙斯與珀耳塞福涅的兒子；宙斯聲稱要將祂的寶座繼承權賜予這位孩子，然而宙斯這樣的舉措反而激怒其妻赫拉，因此被迫需要讓扎格柔斯-狄俄倪索斯趕快離開，所以這位孩子的誕生是透過了另一位母親的懷胎而降臨世間的；由於這位神子誕生消息的公開之故，憤怒無比的赫拉即下定決心要謀殺這個小孩，於是唆使提坦族將其迫害，扎格柔斯-狄俄倪索斯於是先被提坦族的鏡子與童玩給欺騙之下，隨後提坦族立即殺害並吃掉（consume）祂。雅典娜救出了狄俄倪索斯的心臟並且秉告宙斯有關提坦族罪行，宙斯憤而慾懲提坦族，便逐個地對其擲出了雷霆（又譯：閃電火）。故而泰坦族即打成了煙灰，隨即從中誕生出罪孽深重的人類，他們兼含著提坦的身體、形體和狄俄倪索斯的靈魂。人的靈魂（狄俄倪索斯因子）是屬於神聖的，但是由於身體（提坦因子）的捆綁，靈魂是處在奴役的狀態。因此，它表達著若靈魂每次要返回物質界的肉身（host）時，那麼靈魂就勢必要在這重生之輪不斷地生生流轉著。在泰坦遭受報應之後，扎格柔斯被肢解的身軀由阿波羅慎重地收集著，並將之埋葬於祂的聖地德爾斐。在隨後的幾個世紀中，這方面相關神話傳說被引申為：阿波羅的埋葬之舉成為狄俄倪索斯轉世的原因，由此阿波羅也被賜予狄俄倪希歐多特斯（Dionysiodotes，英譯：bestower of Dionysus；漢譯：狄俄倪索斯之恩賜者）的頭銜。阿波羅在札格柔斯被肢解的這一則神話情節中扮演著重要角色，因為祂代表宇宙靈魂（Encosmic Soul）歸向統一。
關於狄俄倪索斯重生的奧菲斯神話故事還有兩則：其中一則是為狄俄倪索斯的心臟被植入了宙斯的大腿之中；另外一則是為宙斯已使凡人女子塞墨勒懷孕，導致狄俄倪索斯如实的重生了。這些故事的許多細節皆與古典作家的敘述大異其趣。達馬希烏斯認為阿波羅“將祂（狄俄倪索斯的肢體）聚集在一起使祂復活（gathers him (Dionysus) together and brings him back up）”。然而基督徒作家費爾米庫斯·馬特爾努斯則是在他的一本著作《關於异教宗教的謬誤》（On the Error of Profane Religions）之中就闡述了一項相當不同的說法，他表示說朱庇特（宙斯）原本是一位克里特島的（凡人）君王──歐赫邁羅斯的概念──並且狄俄倪索斯是祂的兒子。狄俄倪索斯被謀殺，隨即被肢解且吞噬掉。最終只有祂的心臟被雅典娜搶救下來。然後用石膏（這是提坦族用來掩飾祂們自己的物質）製做成了肖似狄俄倪索斯的雕像，並且將祂的心臟給安置在雕像內部。
- “原始神神譜（Protogonos Theogony）”，已佚失，编著於约西元前500年這是透過德爾維尼莎草紙上的評論以及古典作家（恩培多克勒與品達）的參考引用而眾所周知的。
- “欧德米亚神譜（Eudemian Theogony）”，已佚失，於西元前五世紀编著。這是一部融合了巴克科斯信仰 - 庫瑞忒斯信仰（Bacchic-Kouretic）崇拜的著作。
- “敘事詩神譜（Rhapsodic Theogony）”，已佚失，於希臘化時代编著，包括早期的作品。這部作品是透過由後來新柏拉圖主義者作家的簡介而眾所周知。
- 《奧菲斯讚美詩》（Orphic Hymns）。87行長度較短的六韻步（英语：Dactylic hexameter）编著於希臘化時代晚期或者是羅馬成為皇帝統治時代早期。

## 葬禮儀式和信仰

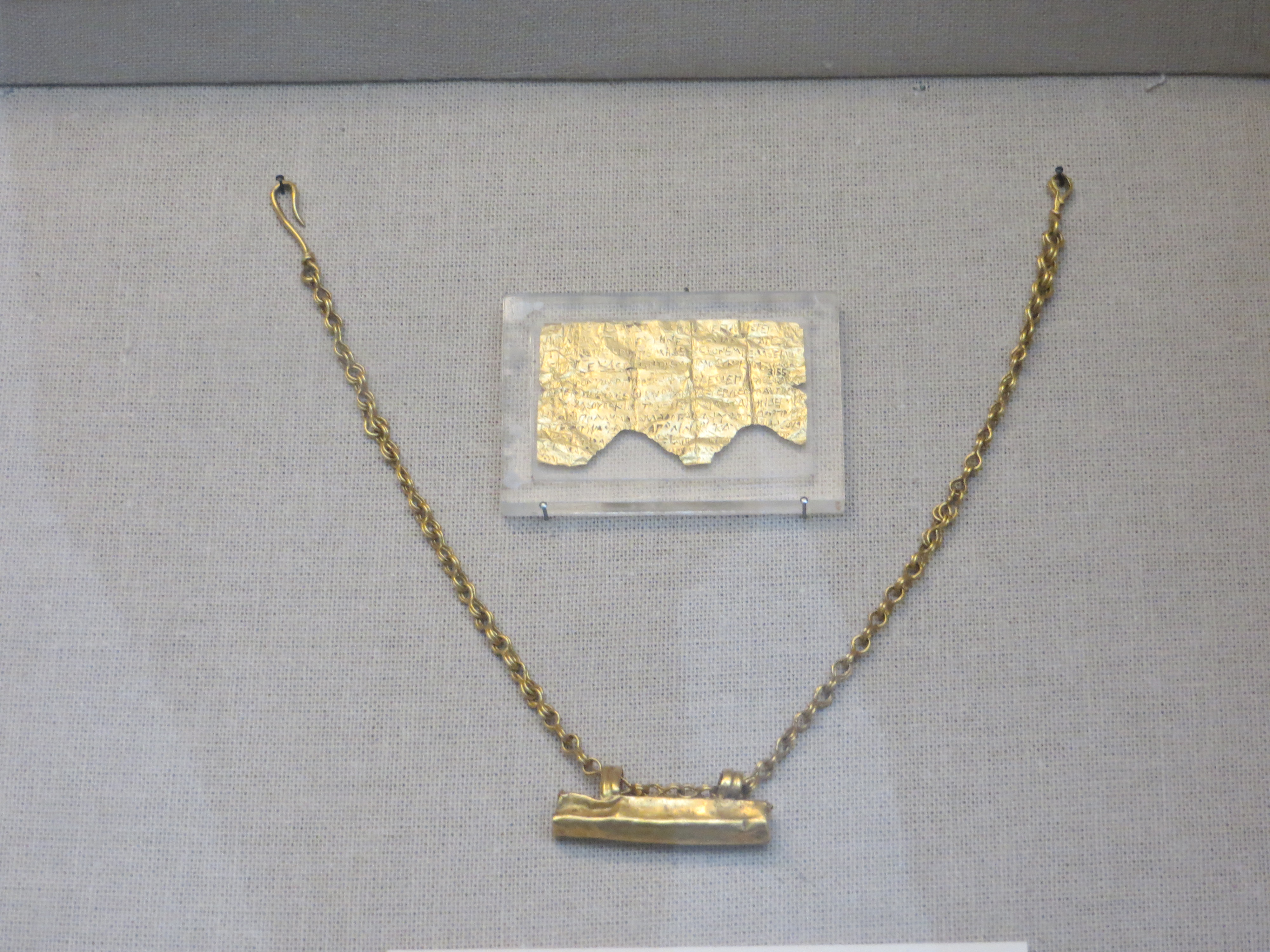
佩特利亞黃金薄片與小盒子被發現於佩特利亞（Petelia），位在南義大利（現今珍藏於大英博物館）。

殘存的文字記錄斷片顯示了關於來世的一些信念，類似這些宗教觀可以在“奧菲斯教”之中有關於狄俄倪索斯的死亡與復活的神話找到。發現於奧里維亞（西元前五世紀）的骨片帶有短而神秘的提詞，像是：“生命。死亡。生命。真理。狄俄（倪索斯）。奧菲斯教。（英譯：Life. Death. Life. Truth. Dio(nysus). Orphics.）”目前還不知道這些骨片的用途。
從圖利、希波尼尤姆、色薩利以及克里特島（公元前4世紀和之後的時代）的墳塚中所發現的金箔片上面寫有給予了對死者的指示（西方學術資料中有時對這些金箔片以德文術語Totenpass來名之，Totenpass就是亡魂路引的意思）。儘管這些薄片往往非常殘缺不全，他們共同地提出了進入來世的共通情景。當亡者到達了冥界（冥府），他將會面臨阻礙。他必須謹慎小心地不要飲用到勒忒河（“忘卻、遺忘”）的水，而是飲用謨涅摩敘涅（就是司掌“記憶”的女神）水池的水。他是提供了套语性的表达方式的使用以此來向來世的保護者陳述、介紹他自己。像是：
英譯：I am a son of Earth and starry sky. I am parched with thirst and am dying; but quickly grant me cold water from the Lake of Memory to drink.
中譯：我是大地與星空之子。我快渴死了；請你趕緊從記憶之湖取點水給我吧。

另外幾個金箔上的文字要求死者去找珀耳塞福涅：
英譯：Now you have died and now you have come into being, O thrice happy one, on this same day. Tell Persephone that the Bacchic One himself released you.
中譯：現在你已經死了。真是一個幸運的人啊，現在你又重生了。請告訴珀耳塞福涅，為你放行的正是巴克科斯本人。

## 奧菲斯教哲學上的影響
奧菲斯教在學術階層中有不少的信奉者，這有可能與希臘地區所流傳的另一派秘密宗教──厄琉息斯秘儀有某種程度的關聯。奥菲斯教对一些知名的哲學家如：毕达哥拉斯、苏格拉底、柏拉图在思想上具有很大的影響，主要体现在灵魂转世和灵魂不灭两个觀念。特别是毕达哥拉斯的哲學最顯著的體現出神秘的因素和禁欲主义。

### 畢達哥拉斯主義
奧菲斯教和畢達哥拉斯主義的某些觀點和做法是一樣的。不過，目前並沒有充分的證據可以用來判斷究竟哪些信念或做法是從其中一個宗教傳過去另一個宗教的。

在這本《亞里斯多德的作品》（The works of Aristotle）書裡，1908年，頁80〈斷簡殘篇〉（ Fragments）則有提到：
原文：Aristotle says the poet Orpheus never existed; the Pythagoreans ascribe this Orphic poem to a certain Cercon.
譯文：亞里斯多德說奧菲斯這個詩人是虛構的。畢達哥拉斯的信徒認為，詩人“奧菲斯”的詩其實是由是某個信仰奥菲斯教的詩人（澤康）寫的。”（參見刻克洛普斯）

伯特蘭·羅素在1947年的著作之中記錄道：
原文：The Orphics were an ascetic sect; wine, to them, was only a symbol, as, later, in the Christian sacrament. The intoxication that they sought was that of "enthusiasm", of union with the god. They believed themselves, in this way, to acquire mystic knowledge not obtainable by ordinary means. This mystical element entered into Greek philosophy with Pythagoras, who was a reformer of Orphism as Orpheus was a reformer of the religion of Dionysus. From Pythagoras Orphic elements entered into the philosophy of Plato, and from Plato into most later philosophy that was in any degree religious.
譯文：奧菲斯教是一門禁慾、苦行的教派；葡萄酒，對他們來說，只是一種象徵，如同，後來的，在基督教中的聖禮。他們所尋求的沉醉状态是“激發熱情的事”，與神的合一。他們相信著他們自己，通過這種方式，以取得藉由平凡的方法所不能獲得的神秘知識。這項神秘的學說原理則進入與畢達哥拉斯相關的希臘哲學中，他是奧菲斯教的改革家如同奧菲斯是狄俄倪索斯宗教的改革家。從畢達哥拉斯將奧菲斯教教義學說引進到柏拉圖的哲學之中，連帶地再從柏拉圖引進到大多數後來的稍微帶有宗教意味哲學裡。

### 柏拉圖主義
伯特蘭·羅素在1947年著作中指出了關於蘇格拉底的哲學立場：
原文：He is not an orthodox Orphic; it is only the fundamental doctrines that he accepts, not the superstitions and ceremonies of purification.

譯文：他不是一位正統的奧菲斯教徒；他只是接受了基本的教義，不是迷信和淨化的儀式。
話雖如此，在古希臘時代輪迴觀的提出是有其超脫的理性基礎，而秘密宗教的相關儀式與信仰也必定有他們的教義為依歸，這與迷信是不相關聯的。另外，這裡要注意的是奧菲斯教屬於古希臘的密教之一許多的教義以及儀式是不能夠公開的，甚至可以說無法得知的；然而正因為這門宗教的深奧緣故，近現代學者是無法對於奧菲斯教教義與儀式作出評述的。

## 文獻
- Albinus, Lars. 2000. The House of Hades. Aarhus.
- Alderink, Larry J. Creation and Salvation in Ancient Orphism. University Park: American Philological Association, 1981.
- Athanassakis, Apostolos N.（英语：Apostolos Athanassakis） Orphic Hymns: Text, Translation, and Notes. Missoula: Society of Biblical Literature, 1977.
- Baird, William.  History of New Testament Research.  Vol. 2.  2002, 393.
- Bernabé, Albertus (ed.), Orphicorum et Orphicis similium testimonia et fragmenta. Poetae Epici Graeci. Pars II. Fasc. 1. Bibliotheca Teubneriana, München/Leipzig: K.G. Saur, 2004. ISBN 3-598-71707-5
- Bernabé, Alberto. “Some Thoughts about the ‘New’ Gold Tablet from Pherai.” Zeitschrift für Papyrologie und Epigraphik 166 (2008): 53-58.
- Bernabé, Alberto and Ana Isabel Jiménez San Cristóbal. 2008. Instructions for the Netherworld: the Orphic Gold Tablets. Boston: Brill.
- Betegh, Gábor. 2006. The Derveni Papyrus. Cosmology, Theology and Interpretation. Cambridge.
- Bikerman, E. “The Orphic Blessing.” Journal of the Warburg and Courtauld Institutes 2 (1938–39): 368-74.
- Bremmer, Jan. “Orphism, Pythagoras, and the Rise of the Immortal Soul.” The Rise and Fall of the Afterlife: The 1995 Read-Tuckwell Lectures at the University of Bristol. New York: Routledge, 2002. 11-26.
- Bremmer, Jan. “Rationalization and Disenchantment in Ancient Greece: Max Weber among the Pythagoreans and Orphics?” From Myth to Reason: Studies in the Development of Greek Thought. Ed. Richard Buxton. Oxford: Oxford University Press, 1999. 71-83.
- Brisson Luc. “Orphée et l'orphisme dans l'antiquité gréco-romaine.” Aldershot : Variorum, 1995, env. 200 p. (pagination multiple), ISBN 0-86078-453-3.
- Burkert, Walter（英语：Walter Burkert）. 2004. Babylon, Memphis, Persepolis: Eastern Contexts of Greek Culture. Cambridge, MA.
- Burkert, Walter（英语：Walter Burkert）. “Craft Versus Sect: The Problem of Orphics and Pythagoreans.” Jewish and Christian Self-Definition: Volume Three - Self-Definition in the Greco-Roman World. Ed. B. Meyer and E. P. Sanders. Philadelphia: Fortress, 1982.
- Comparetti, Domenico（英语：Domenico Comparetti）, and Cecil Smith. “The Petelia Gold Tablet.” The Journal of Hellenic Studies 3 (1882): 111-18.
- Dungan, David, and David Laird Dungan.  A History of the Synoptic Problem: The Canon, the Text, the Composition, and the Interpretation of the Gospels (The Anchor Bible Reference Library).  1999, 54-55.
- Edmonds, Radcliffe. Myths of the Underworld Journey: Plato, Aristophanes, and the 'Orphic' Gold Tablets. New York: Cambridge University Press, 2004.
- Edmunds, Radcliffe. Tearing Apart the Zagreus Myth: A Few Disparaging Remarks on Orphism and Original Sin. Classical Antiquity 18.1 (1999): 35-73.
- Finkelberg, Aryeh. “On the Unity of Orphic and Milesian Thought.” The Harvard Theological Review 79 (1986): 321-35.
- Graf, Fritz. 1974. Eleusis und die orphische Dichtung Athens. Berlin, New York.
- Graf, Fritz. “Dionysian and Orphic Eschatology: New Texts and Old Questions.” Masks of Dionysus. Ed. T. Carpenter and C. Faraone. Ithaca: Cornell UP, 1993. 239-58.
- Graf, Fritz, and Sarah Iles Johnston. 2007. Ritual texts for the Afterlife: Orpheus and the Bacchic Gold Tablets. Routledge: London, New York.
- Guthrie, W. K. C.（英语：W. K. C. Guthrie） 1935, revised 1952. Orpheus and Greek Religion: A Study of the Orphic Movement. London.
- Harrison, Jane Ellen（英语：Jane Ellen Harrison）. Prolegomena to the Study of Greek Religion. Cambridge: Cambridge University Press, 1903.
- Herrero de Jáuregui, Miguel. "Orphism and Christianity in Late Antiquity". Berlin / New York: Walter de Gruyter, 2010
- Kern, Otto（英语：Otto Kern）. Orphicorum fragmenta, Berolini apud Weidmannos, 1922.
- Linforth, Ivan M. Arts of Orpheus. New York: Arno Press, 1973.
- Martin, Luther H. Hellenistic Religions: An Introduction 1987, 102.
- Nilsson, Martin. “Early Orphism and Kindred Religious Movements.” The Harvard Theological Review 28.3 (1935): 181-230.
- Parker, Robert. “Early Orphism.” The Greek World. Ed. Anton Powell. New York: Routledge, 1995. 483-510.
- Pugliese Carratelli, Giovanni. 2001. Le lamine doro orfiche. Milano.
- Robertson, Noel. “Orphic Mysteries and Dionysiac Ritual.” Greek Mysteries: the Archaeology and Ritual of Ancient Greek Secret Cults. Ed. Michael B. Cosmopoulos. New York: Routledge, 2004. 218-40.
- Sournia Alain. Chap. "Sagesse orientale et philosophie occidentale : la période axiale" in Fondements d'une philosophie sauvage. Connaissances et savoirs, 2012, 300 p., ISBN 978-2-7539-0187-2.
- Tierney, M. “The Origins of Orphism.” The Irish Theological Quarterly 17 (1922): 112-27.
- West, Martin L.（英语：Martin Litchfield West） “Graeco-Oriental Orphism in the 3rd cent. BC.” Assimilation et résistence à la culture Gréco-romaine dans le monde ancient: Travaux du VIe Congrès International d'Études Classiques. Ed. D. M. Pippidi. Paris: Belles Lettres, 1976. 221-26.
- West, Martin L.（英语：Martin Litchfield West） 1983. Orphic Poems. Oxford.
- Zuntz, Günther（英语：Günther Zuntz）. Persephone: Three Essays on Religion and Thought in Magna Graecia. Oxford: Clarendon Press, 1971.
- Reale, Giovanni. História da Filosofia Antiga Vol. I Edições Loyola, São Paulo, 1990.
- Edmonds, Radcliffe. Myths of the Underworld Journey: Plato, Aristophanes, and the 'Orphic' Gold Tablets. New York: Cambridge University Press, 2004.

## 外部連結
- Online Text: The Orphic Hymns translated by Thomas Taylor（页面存档备份，存于）
- The Orphic Hymns translated by Thomas Taylor（页面存档备份，存于） – alternative version
- Alexander Fol, Orphica Magica I, Sofia 2004（页面存档备份，存于）
- Rosicrucian Digest（页面存档备份，存于） vol. 87 devoted entirely to Orphism
- Edmonds, Radcliffe. Tearing Apart the Zagreus Myth: A Few Disparaging Remarks on Orphism and Original Sin. Classical Antiquity 18.1 (1999): 35-73.
- A Genealogy of Philosophic Enlightenment in Classical Greece
- Orphism（页面存档备份，存于）
- Orphic Platonism